# دوايت واشنطن
دوايت واشنطن (5 مارس 1983 في جامايكا - ) (بالإنجليزية: Dwight Washington)‏ هو لاعب كريكت جامايكي. شارك مع منتخب الهند الغربية للكريكت.

## وصلات خارجية
- دوايت واشنطن على موقع إي آس بي آن كريك إنفو (الإنجليزية)